# Copas nacionales del fútbol argentino (reserva)
Además de los campeonatos de las distintas categorías, desde 1924 hasta la actualidad, las competiciones oficiales de las reservas del fútbol incluyen una serie de copas de carácter oficial, organizadas por las entidades históricas, reconocidas por la AFA. Desarrolladas en forma paralela a los torneos de cada división, por lo general se juegan con el formato de eliminación directa, de ahí que se los llamara, de manera genérica, concursos por eliminación.

## Historia
Anteriormente, al igual que en los campeonatos, los segundos equipos o equipos de reserva, así como otros equipos alternativos de los clubes,  competían en los concurso de competencia de los primeros equipos, que empezaron a disputarse desde 1900. Sin embargo, la primera inclusión de un equipo de reserva fue en 1903, en la edición inaugural de la Copa de Competencia Adolfo Bullrich, concurso por eliminación de la Segunda División. En el caso de los concursos de Primera División, en 1906 se dieron los únicos casos de un equipo de reserva participante, cuando el equipo de reserva de Belgrano Athletic Club, conocido como Belgrano Extra, compitió en la Cup Tie Competition y en la Copa de Honor.
En 1904, el equipo de reserva de Barracas Athletic Club se convirtió en el primer equipo de reserva campeón de un concurso por eliminación, al obtener la Copa «Bullrich».
A pesar de la creación de los campeonatos de reservas en 1910, los concursos por eliminación continuaron siendo en conjunto hasta 1923.

## Primera División

### En el amateurismo
| Temporada | Torneo                         | Campeón         | Subcampeón                            |
| --------- | ------------------------------ | --------------- | ------------------------------------- |
| 1924      | Copa de Competencia de la AAmF | River Plate     |                                       |
| 1925      | Copa de Competencia de la AAmF | Platense        |                                       |
| 1926      | Copa de Competencia de la AAmF | Vélez Sarsfield | River Plate o Estudiantes de La Plata |
| 1926      | Copa Estímulo                  | Boca Juniors    | Argentino de Banfield                 |
| 1933      | Copa de Competencia            | Dock Sud        | Excursionistas                        |

### En el profesionalismo
| Temporada | Torneo               | Campeón                 | Subcampeón              |
| --------- | -------------------- | ----------------------- | ----------------------- |
| 1932      | Copa de Competencia  | Independiente           | San Lorenzo de Almagro  |
| 1932      | Copa Beccar Varela   | Estudiantes de La Plata | Boca Juniors            |
| 2019      | Copa de la Superliga | San Lorenzo             | Estudiantes de La Plata |
| 2020      | Copa de la Superliga |                         |                         |
| 2021      | Copa de la Liga      | Sarmiento               | Boca Juniors            |
| 2021      | Trofeo de Campeones  | Boca Juniors            | Sarmiento               |
| 2022      | Copa de la Liga      | Lanús                   | Estudiantes de La Plata |
| 2022      | Trofeo de Campeones  | Boca Juniors            | Lanús                   |
| 2023      | Copa de la Liga      | Independiente           | Tigre                   |
| 2023      | Trofeo de Campeones  | Vélez Sarsfield         | Independiente           |
| 2024      | Copa de la Liga      | Vélez Sarsfield         | Lanús                   |
| 2024      | Copa de la Liga      | River Plate             | San Lorenzo             |
| 2024      | Trofeo de Campeones  | River Plate             | Vélez Sarsfield         |

## Segunda categoría

### En el amateurismo
| Temporada | Torneo                                                | Campeón     | Subcampeón |
| --------- | ----------------------------------------------------- | ----------- | ---------- |
| 1926      | Copa de Competencia de División Intermedia de la AAmF | Albión      | Acassuso   |
| 1926      | Copa de Competencia de División Intermedia            | Marplatense |            |

## Tercera categoría

### En el amateurismo
| Temporada | Torneo                                     | Campeón     | Subcampeón     |
| --------- | ------------------------------------------ | ----------- | -------------- |
| 1927      | Copa de Competencia de División Intermedia | La Paternal | Sp. San Isidro |